# Terasa levantină din zona codrilor
Terasa levantină din zona codrilor este un monument al naturii de tip geologic sau paleontologic în raionul Ungheni, Republica Moldova. Este amplasat la 1,5 km sud-est de satul Buciumeni, pe panta stângă a vâlcelei râului Gîrla-Mare, la cumpăna apelor. Are o suprafață de 5 ha. Obiectul este administrat de Întreprinderea Agricolă „Buciumeni”.

## Galerie de imagini

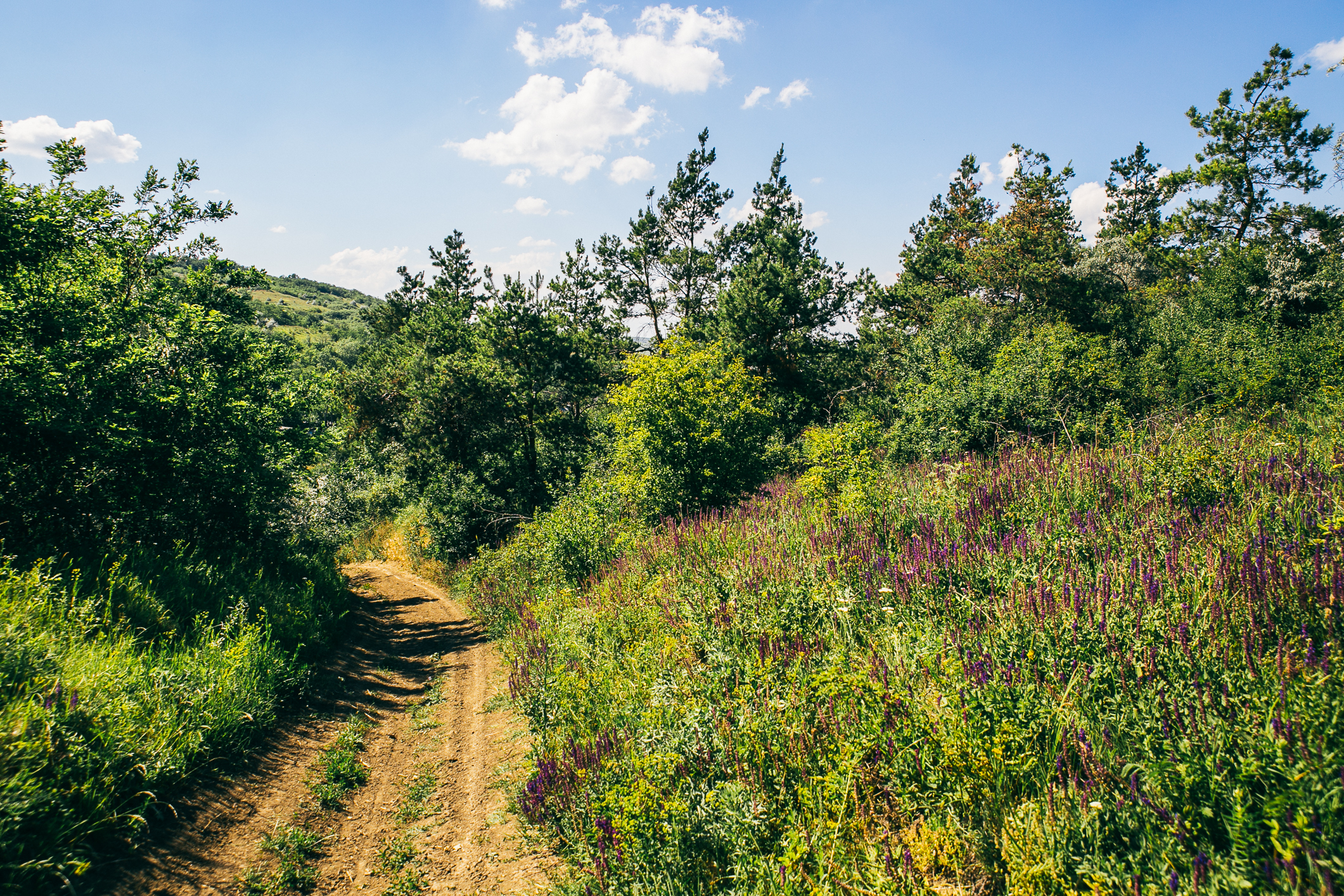
Drum de acces
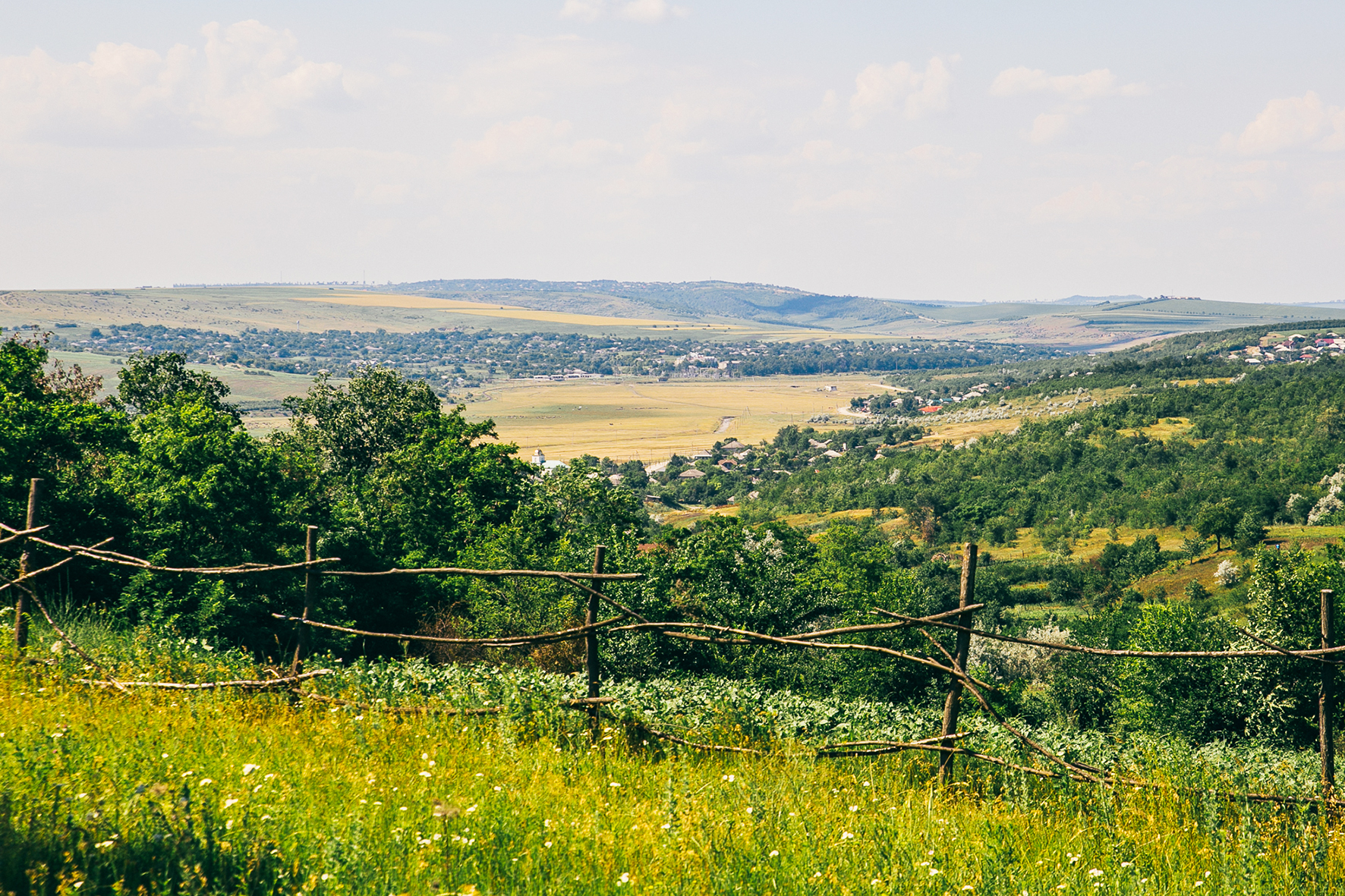
Satele învecinate Buciumeni (prim-plan) și Cioropcani (mai departe)